# Yoshida Brothers
Pour les articles homonymes, voir Yoshida.
Pour leur premier album, voir Yoshida Brothers (album).
Yoshida Brothers (吉田兄弟, Yoshida kyōdai) est un groupe musical japonais, originaire de  Noboribetsu, Hokkaidō. Il est composé des frères Ryōichirō et Ken'ichi Yoshida. 

## Histoire
Ils jouent tous deux du shamisen (instrument traditionnel japonais) depuis l'âge de 5 ans. Et, bien qu'ils commencent par jouer de la musique du répertoire traditionnel japonais (le tsugaru shamisen, un style du nord du Japon), ils s'orientèrent vite vers la création de musique contemporaine. Le résultat est une fusion, unique en son genre, de son traditionnel et de rythme et musiques plus modernes parfois accompagnés de percussions. Leur succès est immédiat avec plus de 100 000 ventes pour leur premier album en major, un exploit d'autant plus extraordinaire pour de la musique traditionnelle. Ils attirent ensuite un public à l'international.
Ils ont gagné deux prix lors du Grand Prix japonais des disques d'or (日本ゴールドディスク大賞, Nippon gōrudo disuku taishō) annuel. Celui de l'Album de Musique Traditionnelle de l'Année lors de la 15e édition et le Prix Spécial de Commémoration pour le 30e anniversaire de Normalisation des Relations Diplomatiques Sino-Japonaises lors de la 17e édition.

## Discographie
- 2000 : Move (album)
- 2000 : いぶき (Ibuki) (album)
- 2002 : Soulful (album)
- 2002 : Storm (single)
- 2003 : Frontier (album)
- 2003 : Yoshida Brothers
- 2004 : Yoshida Brothers II
- 2005 : Rising (maxi single)
- 2006 : Yoshida Brothers III (album)
- 2007 : Hishou (album)
- 2008 : Best of Yoshida Brothers (album)
- 2009 : Prism (album)
- 2009 : Another Side of Yoshida Brothers (album)
- 2015 : Prana (EP)